# マキシミリアン・レヴィ
マキシミリアン・レヴィ（Maximilian Levy、1987年6月26日 - ）ドイツ、ベルリン出身の自転車競技（トラックレース）選手。マキシミリアン・レフィという表記もよく見られる。

## 経歴
2004年
- ジュニア世界選手権自転車競技大会において、1kmタイムトライアル、チームスプリントを制し、二冠を達成。

2005年
- ジュニア世界選手権自転車競技大会で、1kmタイムトライアル、チームスプリント、スプリントの三冠を達成した。

2007年
- 世界選手権
  - チームスプリントでは、シュテファン・ニムケ、ローベルト・フェルステマンとともに3位。

2008年
- 北京オリンピック
  -  チームスプリントでは、シュテファン・ニムケ、レネ・エンダースとともに、銅メダルを獲得した。

2009年
- 世界選手権・ケイリンにおいて、テーン・ムルダー、ロス・エドガーらを破り、初の世界一の座に就いた。

2010年
- 世界選手権
  -  フェルステマン、ニムケとともに挑んだチームスプリントにおいて、決勝で対戦したフランスの5連覇を阻止する優勝に貢献。
  - ケイリンでは3位だった。

2011年
- 世界選手権
  -  チームスプリントでは、シュテファン・ニムケ、レネ・エンダースとともに出場し、当初は2位だったが、フランス自転車競技連盟(FFC)が2011年11月8日、グレゴリー・ボジェに対し、18ヶ月間の期間中、2回、競技外ドーピングを行わなかったとして2012年1月6日、2010年12月23日〜2011年12月22日まで1年間の出場停止処分とする内示を提示していたが、これを受け国際自転車競技連合(UCI)は、2011年のトラックレース世界選手権におけるスプリント及びチームスプリント、さらに同年のフランス選手権のスプリントにおける優勝記録を抹消することを公表した[1] ため、繰り上がって優勝となった。
- UCIトラックワールドカップ2011-2012
  - アスタナ - チームスプリント 優勝
  - カリ - チームスプリント & ケイリン 優勝

2012年
- UCIトラックワールドカップ2011-2012
  - ロンドン - チームスプリント 優勝
- 世界選手権
  - ケイリン 2位
- ロンドンオリンピック
  -  チームスプリント 3位
  -  ケイリン 2位

2013年
- トラックレース世界選手権
  -  チームスプリント 優勝（+ シュテファン・ベティヒャー、レネ・エンダース）
  - ケイリン 2位

2014年
- 世界選手権・チームスプリント 2位